# A105 (Frankrijk)
De A105 is een autosnelweg in Frankrijk ten zuidoosten van Parijs. De autosnelweg loopt van de N104, de buitenste ringweg van Parijs naar Melun.

## Geschiedenis
Na de aanleg van de A5 in de jaren negentig had deze autosnelweg beginpunten in Parijs. Bij Melun kwamen ze samen en liepen ze verder richting Troyes. De westelijke tak heette A5a en de oostelijke A5b.
In 1996 werd de westelijke hoofdtak, de A5a, omgenummerd tot A5 en de oostelijke, secundaire tak, de A5b, werd de A105.